# Australische hockeyploeg (mannen)
De Australische hockeyploeg voor mannen is de nationale ploeg die Australië vertegenwoordigt tijdens interlands in het hockey.
Het team won olympisch goud op de Spelen van 2004 en werd wereldkampioen in 1996, 2010 en 2014.
In totaal wonnen de Kookaburras één keer de Olympische Spelen, drie keer de wereldtitel en vijftien keer de Champions Trophy.

## Erelijst
| Jaar | Champions Trophy        | Oceanisch kampioenschap | Olympische Spelen         | Wereldkampioenschap             | Hockey World League Hockey Pro League |
| ---- | ----------------------- | ----------------------- | ------------------------- | ------------------------------- | ------------------------------------- |
| 1908 |                         |                         | geen deelname             |                                 |                                       |
| 1920 |                         |                         | geen deelname             |                                 |                                       |
| 1928 |                         |                         | geen deelname             |                                 |                                       |
| 1932 |                         |                         | geen deelname             |                                 |                                       |
| 1936 |                         |                         | geen deelname             |                                 |                                       |
| 1948 |                         |                         | geen deelname             |                                 |                                       |
| 1952 |                         |                         | geen deelname             |                                 |                                       |
| 1956 |                         |                         | 5e OS 1956 Melbourne      |                                 |                                       |
| 1960 |                         |                         | 6e OS 1960 Rome           |                                 |                                       |
| 1964 |                         |                         | OS 1964 Tokio             |                                 |                                       |
| 1968 |                         |                         | OS 1968 Mexico-Stad       |                                 |                                       |
| 1970 |                         |                         |                           |                                 |                                       |
| 1971 |                         |                         |                           | 8e WK 1971 Barcelona            |                                       |
| 1972 |                         |                         | 5e OS 1972 München        |                                 |                                       |
| 1973 |                         |                         |                           | geen deelname                   |                                       |
| 1974 |                         |                         |                           |                                 |                                       |
| 1975 |                         |                         |                           | 5e WK 1975 Kuala Lumpur         |                                       |
| 1976 |                         |                         | OS 1976 Montreal          |                                 |                                       |
| 1978 | CT 1978 Lahore          |                         |                           | WK 1978 Buenos Aires            |                                       |
| 1980 | CT 1980 Karachi         |                         | geen deelname             |                                 |                                       |
| 1981 | CT 1981 Karachi         |                         |                           |                                 |                                       |
| 1982 | CT 1982 Amstelveen      |                         |                           | WK 1982 Bombay                  |                                       |
| 1983 | CT 1983 Karachi         |                         |                           |                                 |                                       |
| 1984 | CT 1984 Karachi         |                         | 4e OS 1984 Los Angeles    |                                 |                                       |
| 1985 | CT 1985 Perth           |                         |                           |                                 |                                       |
| 1986 | CT 1986 Karachi         |                         |                           | WK 1986 Londen                  |                                       |
| 1987 | CT 1987 Amstelveen      |                         |                           |                                 |                                       |
| 1988 | CT 1988 Lahore          |                         | 4e OS 1988 Seoel          |                                 |                                       |
| 1989 | CT 1989 West-Berlijn    |                         |                           |                                 |                                       |
| 1990 | CT 1990 Melbourne       |                         |                           | WK 1990 Lahore                  |                                       |
| 1991 | 4e CT 1991 Berlijn      |                         |                           |                                 |                                       |
| 1992 | CT 1992 Karachi         |                         | OS 1992 Barcelona         |                                 |                                       |
| 1993 | CT 1993 Kuala Lumpur    |                         |                           |                                 |                                       |
| 1994 | 4e CT 1994 Lahore       |                         |                           | WK 1994 Sydney                  |                                       |
| 1995 | CT 1995 Berlijn         |                         |                           |                                 |                                       |
| 1996 | 6e CT 1996 Madras       |                         | OS 1996 Atlanta           |                                 |                                       |
| 1997 | CT 1997 Adelaide        |                         |                           |                                 |                                       |
| 1998 | CT 1998 Lahore          |                         |                           | 4e WK 1998 Utrecht              |                                       |
| 1999 | CT 1999 Brisbane        | OK 1999 Brisbane        |                           |                                 |                                       |
| 2000 | 5e CT 2000 Amstelveen   |                         | OS 2000 Sydney            |                                 |                                       |
| 2001 | CT 2001 Rotterdam       | OK 2001 Melbourne       |                           |                                 |                                       |
| 2002 | 5e CT 2002 Keulen       |                         |                           | WK 2002 Kuala Lumpur            |                                       |
| 2003 | CT 2003 Amstelveen      | OK 2003 Nieuw-Zeeland   |                           |                                 |                                       |
| 2004 | geen deelname           |                         | OS 2004 Athene            |                                 |                                       |
| 2005 | CT 2005 Chennai         | OK 2005 Suva            |                           |                                 |                                       |
| 2006 | 4e CT 2006 Barcelona    |                         |                           | WK 2006 Mönchengladbach         |                                       |
| 2007 | CT 2007 Kuala Lumpur    | OK 2007 Buderim         |                           |                                 |                                       |
| 2008 | CT 2008 Rotterdam       |                         | OS 2008 Peking            |                                 |                                       |
| 2009 | CT 2009 Melbourne       | OK 2009 Invercargill    |                           |                                 |                                       |
| 2010 | CT 2010 Mönchengladbach |                         |                           | WK 2010 Mumbai                  |                                       |
| 2011 | CT 2011 Auckland        | OK 2011 Hobart          |                           |                                 |                                       |
| 2012 | CT 2012 Melbourne       |                         | OS 2012 Londen            |                                 |                                       |
| 2013 |                         | OK 2013 Stratford       |                           |                                 | 4e HWL 2012-13                        |
| 2014 | CT 2014 Bhubaneswar     |                         |                           | WK 2014 Den Haag                |                                       |
| 2015 |                         | OK 2015 Stratford       |                           |                                 | HWL 2014-15                           |
| 2016 | CT 2016 Londen          |                         | 6e OS 2016 Rio de Janeiro |                                 |                                       |
| 2017 |                         | OK 2017 Sydney          |                           |                                 | HWL 2016-17                           |
| 2018 | CT 2018 Breda           |                         |                           | WK 2018 Bhubaneswar             |                                       |
| 2019 |                         | OK 2019 Rockhampton     |                           |                                 | HPL 2019                              |
| 2021 |                         |                         | OS 2020 Tokio             |                                 | HPL 2020                              |
| 2022 |                         |                         |                           |                                 | geen deelname                         |
| 2023 |                         | OK 2023 Whangarei       |                           | 4e WK 2023 Bhubaneswar/Rourkela | 7e HPL 2023                           |
| 2024 |                         |                         | 6e OS 2024 Parijs         |                                 | HPL 2024                              |
| 2025 |                         | ?e OK 2025 Darwin       |                           |                                 | 5e HPL 2025                           |